# Samuel Balter
Samuel „Sam“ Balter, Jr. (* 15. Oktober 1909 in Detroit, Michigan, USA; † 8. August 1998 in Los Angeles, California, USA) war ein US-amerikanischer Basketballspieler. Er gewann bei den Olympischen Spielen 1936 in Berlin mit dem US-amerikanischen Team die Goldmedaille. Balter wollte aufgrund seiner jüdischen Herkunft ursprünglich nicht in Nazi-Deutschland spielen, er wurde aber von Avery Brundage überredet teilzunehmen.
Balter wurde später Sportreporter in Los Angeles, wobei er anfangs für das Radio und später fürs Fernsehen arbeitete.  Er trat auch in einigen Filmen und Fernsehsendungen auf, wo er stets einen Radioreporter oder Sportberichterstatter darstellte, so z. B. in den Boxerdramen Killer McCoy (1947) und Ausgezählt (OT: Iron Man, 1951).